# Heartbreak Down
„Heartbreak Down” – to pop-rockowy utwór amerykańskiej piosenkarki Pink, pochodzący z jej trzeciej płyty zatytułowanej Greatest Hits... So Far!!!, gdzie znalazł się jako bonus dołączony do zakupu albumu w serwisie iTunes. Wydany został 11 czerwca 2011 roku jako singel promocyjny. Utwór został napisany przez Pink oraz Butcha Walkera, który zajął się też jego produkcją. Singel notowany był na listach airplay w centralnej Europie.

## Notowania
| Lista (2011)                         | Pozycja |
| ------------------------------------ | ------- |
| Czechy (IFPI)                        | 88      |
| Węgry (Mahasz)                       | 12      |
| Węgry (Rádiós Top 40 játszási lista) | 2       |
| Słowacja (IFPI)                      | 45      |

### Listy końcoworoczne
| Lista (2011) | Pozycja |
| ------------ | ------- |
| Węgry        | 20      |